# 문라이트 앤 발렌티노
《문라이트 앤 발렌티노》(영어: Moonlight and Valentino)는 미국에서 제작된 데이비드 앤스파 감독의 1995년 코미디 드라마 영화이다. 엘리자베스 퍼킨스, 귀네스 팰트로, 캐슬린 터너, 우피 골드버그, 존 본 조비 등이 출연하였고, 팀 베번 등이 제작에 참여하였다.

## 출연진
- 엘리자베스 퍼킨스
- 귀네스 팰트로
- 조지프 서머
- 제러미 시스토
- 캐슬린 터너
- 우피 골드버그
- 존 본 조비
- 피터 카이오티
- 줄리언 리칭스
- 샤디아 시먼스
- 에리카 러트럴
- 주다 캐츠

## 기타 제작진
- 공동 제작: 메리 매클라글런
- 배역: 어맨다 매키 존슨, 캐시 샌드리치
- 미술: 롭 윌슨 킹
- 세트: 캐럴 러부아
- 의상: 데니즈 크로넌버그